# Сент-Чарлз (парафія)
Шаблон:StateAbbr_ 29°55′ пн. ш. 90°22′ зх. д. / 29.91° пн. ш. 90.36° зх. д.
Округ  Сент-Чарлз (англ. St. Charles Parish) — округ (парафія) у штаті  Луїзіана, США. Ідентифікатор округу 22089.

## Демографія
За даними перепису 
2000 року 
загальне населення округу становило 48072 осіб, зокрема міського населення було 41367, а сільського — 6705.
Серед мешканців округу чоловіків було 23447, а жінок — 24625. В окрузі було 16422 домогосподарства, 13094 родин, які мешкали в 17430 будинках.
Середній розмір родини становив 3,27.
Віковий розподіл населення поданий у таблиці:
| Стать    | До 15 років | 15-21 | 22-29 | 30-39 | 40-49 | 50-65 | 65-85 | Понад 85 |
| -------- | ----------- | ----- | ----- | ----- | ----- | ----- | ----- | -------- |
| Чоловіки | 6023        | 2663  | 1936  | 3648  | 4117  | 3197  | 1743  | 120      |
| Жінки    | 5834        | 2508  | 2267  | 4199  | 4184  | 3188  | 2167  | 278      |

## Суміжні округи
- Джефферсон — схід
- Лафурш — південний захід
- Сент-Джон-Баптист — північний захід

## Виноски
1. ↑  U.S. Decennial Census. United States Census Bureau. Процитовано 1 вересня 2014.
2. ↑  Historical Census Browser. University of Virginia Library. Архів оригіналу за 11 серпня 2012. Процитовано 1 вересня 2014.
3. ↑  Population of Counties by Decennial Census: 1900 to 1990. United States Census Bureau. Процитовано 1 вересня 2014.
4. ↑  Census 2000 PHC-T-4. Ranking Tables for Counties: 1990 and 2000 (PDF). United States Census Bureau. Процитовано 1 вересня 2014.
5. ↑  State & County QuickFacts. United States Census Bureau. Архів оригіналу за 6 червня 2011. Процитовано 18 серпня 2013. [Архівовано 2011-06-06 у Wayback Machine.](англ.) Наведено за англійською вікіпедією.
6. ↑  American FactFinder. Бюро перепису населення США. Архів оригіналу за 26 лютого 2012. Процитовано 31 січня 2008. [Архівовано 2008-05-21 у Wayback Machine.]

| США | Це незавершена стаття з географії США. Ви можете допомогти проєкту, виправивши або дописавши її. |